# Atletica leggera ai IV Giochi del Mediterraneo
Le gare di atletica leggera ai IV Giochi del Mediterraneo si svolsero dal 26 al 27 settembre 1963 presso lo Stadio San Paolo di Napoli, in Italia.
Le competizioni furono inserite nel programma dei Giochi sotto la forma di Meeting internazionale di atletica leggera, a causa della reazione della Federazione internazionale dell'atletica leggera, che ritirò il riconoscimento dell'ufficialità alla manifestazione, dopo che la nazionale d'Israele non venne invitata, in virtù del boicottaggio di alcuni Paesi arabi, fedeli alla linea anti-sionista del generale Gamal Abd el-Nasser.
Ai concorrenti vennero assegnate medaglie con dizione diversa da quelle consegnata agli sportivi delle altre discipline.
Il programma previde lo svolgimento di 21 specialità, tutte maschili.

## Podi

### Uomini
| Evento                            | Oro                                                                            | Prestazione | Argento                                                                          | Prestazione | Bronzo                  | Prestazione |
| Corse piane                       |                                                                                |             |                                                                                  |             |                         |             |
| 100 m piani (dettagli)            | Claude Piquemal                                                                | 10"5        | Livio Berruti                                                                    | 10"6        | Lazar Benakoun          | 11"0        |
| 200 m piani (dettagli)            | Livio Berruti                                                                  | 21"1        | Armando Sardi                                                                    | 21"3        | Sergio Ottolina         | 21"6        |
| 400 m piani (dettagli)            | Michel Hiblot                                                                  | 47"6        | Nikolaos Regoukos                                                                | 48"0        | Jean-Pierre Boccardo    | 48"4        |
| 800 m piani (dettagli)            | Francesco Bianchi                                                              | 1'50"6      | François Châtelet                                                                | 1'50"7      | Jean Pellez             | 1'51"3      |
| 1500 m piani (dettagli)           | Jean Wadoux                                                                    | 3'54"4      | Tomás Barris                                                                     | 3'54"5      | Brahim Chemmam          | 3'55"7      |
| 5000 m piani (dettagli)           | Mohammed Gammoudi                                                              | 14'07"4     | Jean Fayolle                                                                     | 14'09"3     | Fernando Aguilar        | 14'12"6     |
| 10000 m piani (dettagli)          | Mohammed Gammoudi                                                              | 29'34"2     | Franc Cervan                                                                     | 29'44"8     | Iluminado Corcuera      | 29'54"6     |
| Corse a ostacoli                  |                                                                                |             |                                                                                  |             |                         |             |
| 110 m ostacoli (dettagli)         | Michel Chardel                                                                 | 13"9        | Marcel Duriez                                                                    | 14"1        | Giorgio Mazza           | 14"1        |
| 400 m ostacoli (dettagli)         | Roberto Frinolli                                                               | 51"4        | Eddy Van Praagh                                                                  | 52"2        | Robert Poirier (atleta) | 52"4        |
| Staffette                         |                                                                                |             |                                                                                  |             |                         |             |
| Staffetta 4×100 m (dettagli)      | Italia Livio Berruti Pasquale Giannattasio Sergio Ottolina Armando Sardi       | 40"1        | Francia Jean-Louis Brugier Paul Genevay Claude Piquemal Jocelyn Delecour         | 40"1        | Marocco                 | 41"3        |
| Staffetta 4×100 m (dettagli)      | Francia Jean-Claude Leriche Eddy van Praagh Michel Hiblot Jean-Pierre Boccardo | 3'11"8      | Spagna Juan Francisco Suarez Francisco Javier Sainz Virgilio Gonzalez Pablo Cano | 3'13"7      | Grecia                  | 3'15"4      |
| Prove su strada                   |                                                                                |             |                                                                                  |             |                         |             |
| Maratona (dettagli)               | Bakir Benaïssa                                                                 | 2h26'50"    | Francesco Putti                                                                  | 2h36'27"    | Hüseyin Aktas           | 2h41'03"    |
| Marcia 50 km (dettagli)           | Abdon Pamich                                                                   | 4h33'13"    | Ahmed Naceur Ben Messaoud                                                        | 4h39'47"    | Gianni Corsaro          | 4h44'38"    |
| Salti                             |                                                                                |             |                                                                                  |             |                         |             |
| Salto in lungo (dettagli)         | Luis Felipe Areta                                                              | 7,48 m      | Jean Cochard                                                                     | 7,44 m      | Alain Lefèvre           | 7,41 m      |
| Salto triplo (dettagli)           | Luis Felipe Areta                                                              | 15,65 m     | Giuseppe Gentile                                                                 | 15,50 m     | Vladimir Njaradi        | 15,25 m     |
| Salto in alto (dettagli)          | Mauro Bogliatti                                                                | 2,03 m      | Dragan Andjelkovic                                                               | 2,00 m      | Raymond Dugarreau       | 1,95 m      |
| Salto con l'asta (dettagli)       | Roman Lešek                                                                    | 4,75 m      | Roland Gras                                                                      | 4,55 m      | Hervé d'Encausse        | 4,55 m      |
| Lanci                             |                                                                                |             |                                                                                  |             |                         |             |
| Getto del peso (dettagli)         | Silvano Meconi                                                                 | 17,82 m     | Boško Tomasovic                                                                  | 17,73 m     | Petar Barišic           | 17,49 m     |
| Lancio del disco (dettagli)       | Dako Radoševic                                                                 | 53,96 m     | Gaetano Dalla Pria                                                               | 52,95 m     | Franco Grossi           | 52,85 m     |
| Lancio del martello (dettagli)    | Zvonko Bezjak                                                                  | 63,59 m     | Guy Husson                                                                       | 63,20 m     | Ennio Boschini          | 59,70 m     |
| Lancio del giavellotto (dettagli) | Carlo Lievore                                                                  | 77,75 m     | Christian Monneret                                                               | 76,03 m     | Vanni Rodeghiero        | 74,16 m     |

## Medagliere
La nazione ospitante è evidenziata.
| Posizione | Paese      | Oro | Argento | Bronzo | Totale |
| --------- | ---------- | --- | ------- | ------ | ------ |
| 1.        | Italia     | 8   | 5       | 6      | 19     |
| 2.        | Francia    | 5   | 9       | 6      | 20     |
| 3.        | Jugoslavia | 3   | 3       | 2      | 9      |
| 4.        | Spagna     | 2   | 2       | 2      | 6      |
| 5.        | Tunisia    | 2   | 1       | 1      | 4      |
| 6.        | Marocco    | 1   | 0       | 2      | 3      |
| 7.        | Grecia     | 0   | 1       | 1      | 2      |
| 8.        | Turchia    | 0   | 0       | 1      | 1      |
| Totale    | Totale     | 21  | 21      | 21     | 63     |